# ヤマザキマザック
ヤマザキマザック株式会社（英: YAMAZAKI MAZAK CORPORATION）は、愛知県丹羽郡大口町に本社を置く日本の大手工作機械メーカーである。略称はMazak。
オークマ、DMG森精機、ジェイテクトと共に日系四大工作機械メーカーの一角を占める。

## 概要
1919年に愛知県名古屋市で山崎鉄工所として創業。当初は畳製造機を手掛け、後に木工機械の生産に乗り出す。1931年より工作機械の製造を開始。太平洋戦争後はGHQより製造を禁じられていたが、1959年から生産を再開した。1963年には日本の工作機械メーカーとして初めて対米輸出を行った。1974年から日本メーカーとしては初めて米国での現地生産に乗り出すなど、国際展開を積極的に行った。1987年には工作機械メーカー売上高世界第一位を記録し、現在まで一位の座を保っている。株式非上場企業である。
ロゴマークにはMの中にYが3つの柱で表されている。

## 社名の由来
「マザック（MAZAK）」という名称は、世界で使われているブランド名である。これは世界進出の際に「YAMAZAKI」の「Y」は欧米人に発音しにくい事を考慮して「YA」を抜き、英語っぽさを出すために「I」を抜いて「MAZAK」とした。英語圏での発音は「メイザック」が近い。
1970年代、当時の在米ディーラーが発案して、自社のテリトリーで使用したのが最初である。その後、当時の山崎鉄工所社長・山崎照彦が、個人として使用権を取得、山崎鉄工所に有償で使用させたものである。

## 沿革
- 1919年（大正8年） - 山崎鉄工所設立。
- 1931年（昭和6年） - 工作機械の生産開始。
- 1963年（昭和38年） - 対米輸出開始。
- 1965年（昭和40年） - 大口工場に本社を移転。
- 1974年（昭和49年） - 米国ケンタッキー工場が操業開始。
- 1981年（昭和56年） - 大口工場でFMS化達成。同年、財団法人マザック財団を設立。
- 1983年（昭和58年） - イギリスで生産開始。
- 1985年（昭和60年） - ヤマザキマザック株式会社に社名変更。
- 1987年（昭和62年） - CNC旋盤開発。
- 1992年（平成4年） - シンガポール工場操業開始。
- 2000年（平成12年） - 中華人民共和国の寧夏回族自治区銀川市で合弁事業を開始（小巨人工作機械有限公司）[4]。
- 2010年（平成22年） - 山崎照幸が収集した美術品を展示するヤマザキマザック美術館を開館[5]。
- 2011年（平成23年） - ポーランドシロンスク県カトヴィツェにテクニカルセンターを設立[2][リンク切れ]。
- 2012年（平成24年） - ドイツ・デュッセルドルフに営業・サービス拠点を開設[6]、ポーランド・カトヴィツェのテクニカルセンターをテクノロジーセンターに格上げ[7]。
- 2016年（平成29年）11月16日 - 工場内の工作機械やロボットの稼働データを一体管理するクラウドサービスをシスコシステムズと共同開発を進めると発表[8]。
- 2017年（平成29年）4月1日 - 工場内の加工と物流を一体管理する自動化システム「マザテックSMS」を村田機械と共同開発し、発売[9]。
- 2019年（令和元年）11月2日 - 企業博物館「ヤマザキマザック工作機械博物館」を岐阜県美濃加茂市に開設[10]。

## グループ会社

### 日本
- 株式会社ヤマザキマザック 美濃加茂製作所（岐阜県美濃加茂市）
- ヤマザキマザック精工株式会社（三重県桑名市）
- ヤマザキマザックオプトニクス株式会社
- ヤマザキマザックトレーディング株式会社
- ヤマザキマザックシステムセールス株式会社
- 泉鋳造株式会社
- ヤマザキマザック運輸株式会社

### 北中南米
- マザックコーポレーション（米国）
- マザックコーポレーション カナダ
- マザックスルアメリカーナLtda.（ブラジル）
- マザックメキシコ S.A. de C.V

### ヨーロッパ
- ヤマザキマザック U.K.Ltd（英国）
- ヤマザキマザック ヨーロッパ N.V.（ベルギー）
- ヤマザキマザック ドイツ GmbH
- ヤマザキマザック フランスS.A.
- ヤマザキマザック イタリアs.r.I
- ヤマザキマザック デンマーク A/S
- ヤマザキマザック オランダB.V
- ヤマザキマザック トルコLTD.Sti.
- ヤマザキマザック セントラルヨーロッパ s.r.o（チェコ）
- LLC ヤマザキマザック（ロシア）
- ヤマザキマザックオプトニクス ヨーロッパN.V.（ベルギー）

### アジア
- ヤマザキマザック シンガポール PTE.ltd
- ヤマザキマザック 台湾 Corp.
- ヤマザキマザック 韓国 Co.rtd
- ヤマザキマザック タイランド Co.rtd（タイ王国）
- ヤマザキマザック インディア Pvt.,Ltd.（インド）
- 寧夏小巨人機床有限公司（中国）
- ヤマザキマザック テクノロジー（上海）Co.,ltd
- ヤマザキマザック テクノロジー（広州）Co.,ltd
- ヤマザキマザック テクノロジー（大連）Co.,ltd
- ヤマザキマザック　マシンツール（上海）Co.,Ltd.

## 事件
2012年、中国人社員が詳細な設計図面を不正に複製し、第三者に渡そうとしていたが警察により不正競争防止法違反容疑で逮捕された。